# Coropuna
Coropuna je neaktivní stratovulkán, nacházející se v západní části Peru. S výškou 6425 m je to nejvyšší a nejrozlehlejší vulkán v Peru a třetí nejvyšší hora této země. Podle jiných zdrojů je jeho nadmořská výška 6377 metrů.
Leží asi 150 kilometrů severozápadně od města Arequipa a 110 km od pacifického pobřeží. Vrchol andeziticko-dacitového masivu je zaledněný a pokrytý šesti kužely v ose východ-západ. Několik mladých (holocenních) lávových proudů se nachází na severovýchodní, jihovýchodní a západní straně. Mimo ně a fumarolové aktivity není z nedávné doby známa žádná sopečná činnost masivu.

### Externí odkazy

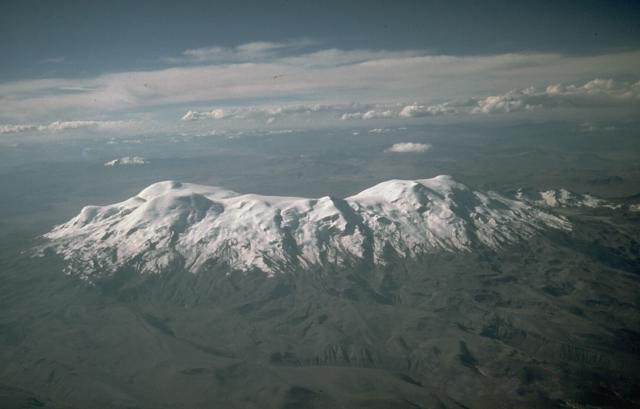
Pohled na sopku z jihu